# Albert Clément
Albert Clément (Parigi, 7 luglio 1883 – Saint-Martin-en-Campagne, 17 maggio 1907) è stato un pilota automobilistico francese.

## Biografia
Pilota francese dei primi anni del secolo 1900, corse con la scuderia di famiglia, la Clément-Bayard, fino alla sua morte avvenuta nel Gran Premio di Francia 1907.
Durante la sua ultima gara, uscì di strada in una curva alla velocità di 100 km/h, in prossimità dell'abitato di Saint-Martin-en-Campagne, a circa 18 km da Dieppe. Il piantone dello sterzo gli trapassò la gola, uccidendolo sul colpo. Anche il copilota, l'amico Richard Gauderman, rimase gravemente ferito.